# Daihatsu Taft
Daihatsu Taft (także: Daihatsu Wildcat i F10 Taft) – terenowy samochód osobowy produkowany przez japoński koncern Daihatsu.

## Historia
Pierwszy Daihatsu Taft, wypuszczony pod koniec 1974 roku, miał silnik R4 produkcji Toyoty o poj. 958 cm3 (45 KM przy 5400 obr./min.) i  czterostopniową skrzynię biegów z reduktorem terenowym. W latach 1975–85 produkowano go w wersji kombi, lub soft-top. Rok później, w 1976 roku, zadebiutował model F20 z silnikiem 1587 cm3 (66 KM przy 4800 obr./min.). Wozy F10 L i F20 L wytwarzano również w wersji wydłużonej: F25 miał dziesięć miejsc, podobnie F55 i F65. Model F50 (1978-1982) napędzany był silnikiem R4 o poj. 2530 cm3 (62 KM przy 3600 obr./min.), a F60 – nowość z zimy 1982 roku – z dieslowym silnikiem Toyoty o poj. 2765 cm3 (69 KM przy 3600 obr./min.).
Większość pierwszych wozów z prostokątną maską, jak i ostatnia wersja z maską spłaszczoną , dostępne były (w przeciwieństwie do wozów kombi) w wersjach z otwartym nadwoziem (z brezentową plandeką chroniącą pasażerów i ładunek).

## Nazwa
Poza nazwą Daihatsu taft, model ten znany był jako F10 i F60. Niemiecki dystrybutor uznał, że termin ten, brzmiący jak określenie wyrobów tekstylnych nie pasuje do auta terenowego, i nadał mu lepiej pasującą nazwę Daihatsu Wildcat. W Wielkiej Brytanii pojazd pojawił się w 1976 roku jako F10 Taft.